# Die Liebe der Jeanne Ney
Die Liebe der Jeanne Ney is een Duitse dramafilm uit 1927 onder regie van Georg Wilhelm Pabst. Destijds werd de film in Nederland uitgebracht onder de titel Lage driften.

## Verhaal
Tien jaar na de Russische Revolutie zijn de bolsjewieken en de mensjewieken elkaar nog steeds aan het bevechten op de Krim. Jeanne komt erachter dat de man van haar dromen een bolsjewiek is. Ze trekt vervolgens zonder geld naar Parijs om er voor haar oom te gaan werken. Kort daarop komt haar minnaar naar Frankrijk.

## Rolverdeling
| Acteur             | Personage     |
| ------------------ | ------------- |
| Édith Jéhanne      | Jeanne Ney    |
| Uno Henning        | Andreas Labov |
| Fritz Rasp         | Khalibiev     |
| Brigitte Helm      | Gabrielle     |
| Adolf E. Licho     | Raymond Ney   |
| Eugen Jensen       | Andre Ney     |
| Hans Jaray         | Poitras       |
| Sig Arno           | Gaston        |
| Hertha von Walther | Margot        |
| Vladimir Sokoloff  | Zacharkiewicz |